# 畑中圭一
畑中 圭一（はたなか けいいち、1932年5月28日 - ）は、日本の児童文学研究者。

## 経歴
北海道岩見沢市生まれ。京都大学文学部仏文科卒業。高校教師をしながら童謡の創作と研究に携わり、大阪府で社会教育行政に従事、1984年大阪国際児童文学館総括専門員、名古屋明徳短期大学教授。1981年詩集『大阪弁のうた二人集ほんまにほんま』（島田陽子と共著）で第11回日本童謡賞を受賞。1991年『童謡論の系譜』で日本児童文学学会奨励賞受賞。2007年『日本の童謡　誕生から九〇年の歩み』で日本児童文学学会賞受賞。

## 著書
- 『いきいき日本語きいてェな』詩 卯月まお絵 かど創房 1989
- 『童謡論の系譜』東京書籍 1990
- 『文芸としての童謡 童謡の歩みを考える』世界思想社 1997
- 『わらべ唄の詩学』名古屋石田学園事業部名英図書出版協会 1998
- 『街角の子ども文化』久山社 日本児童文化史叢書 2002
- 『日本の童謡 誕生から九〇年の歩み』平凡社 2007
- 『地球は人間だけのものではない エコロジスト西村真琴の生涯』ゆいぽおと 2008